# Huperzia somae
Huperzia somae är en lummerväxtart som först beskrevs av Bunzo Hayata, och fick sitt nu gällande namn av Ren Chang Ching. Huperzia somae ingår i släktet lopplumrar, och familjen lummerväxter. Inga underarter finns listade i Catalogue of Life.